# Bracon ornaticornis
Bracon ornaticornis är en stekelart som beskrevs av Szepligeti 1902. Bracon ornaticornis ingår i släktet Bracon och familjen bracksteklar. Inga underarter finns listade.